# Екберт I фон Амелунксен
Екберт I фон Амелунксен (на немски: Eckbert I von Amelunxen, Ritter; † 25 април 1311/12 май 1312/сл. 1313) е рицар от стария род фон Амелунксен в Източна Вестфалия. Резиденцията на рода е дворец Амелунксен. Клонове на фамилията съществуват до днес.

## Произход
Той е най-големият син (от седем деца) на рицар Алберт фон Амелунксен († пр. 1310) и съпругата му Фредеруна фон дер Асебург († сл. 1313), дъщеря на рицар Екберт фон Волфенбютел, преименуван на фон дер Асебург († 1306/1308), граф на Волфенбютел, и съпругата му Алхайд фон Бракел († сл. 1273). Правнук е на рицар Херболд II фон Амелунксен († сл. 1245).

## Фамилия
Екберт I фон Амелунксен се жени за Гербург фон Вьолтингероде (* pr. 1299; † сл. 1312), дъщеря на Херман IV фон Вьолтингероде, преим. Вилдефюр граф фон Волденберг († 1310) и Кунигунда фон Хомбург († сл. 1303/сл. 1305), дъщеря на Хайнрих фон Хомбург († 1290) и графиня Мехтилд фон Дасел-Нинофер († пр. 1257). Те имат три деца:
- Екберт II фон Амелунксен († сл. 1338)
- Кунигунда фон Амелунксен († сл. 1311), омъжена за рицар Улрих I фон Хорхузен († 1360), син на рицар Конрад фон Хорхузен († сл. 1326) и Кунигунда фон Вестхайм, дъщеря на рицар Елрих фон Вестхайм († сл. 1258) и Матия фон Дикебер († сл. 1239)
- Ото I фон Амелунксен († сл. 1338), женен за Кунигунда фон Хорхузен?; имат четири деца